# Reine Feldt
Reine Arnold Feldt, född 1945, död 1986, var en svensk fotbollsspelare (försvarare) och journalist.
Reine Feldt växte upp i en arbetarfamilj med mamma Ingalill, pappa Arnold, som var lagerarbetare, och två systrar på Amiralitetsgatan i Majorna i Göteborg. Han började som 13-åring spela i Utsiktens BK och debuterade i klubbens A-lag som 16-åring. Samtidigt var han en lovande handbollsspelare som vann junior-SM med Banér BK. Han studerade statsvetenskap vid Göteborgs universitet.
Reine Feldt värvades 1965 till IFK Göteborg och debuterade i allsvenskan mot Örebro SK i april 1965. Han blev som 22-åring lagets nya lagkapten och spelade som mittback tillsammans med Björn Ericsson. Hans största framgång kom 1969 då IFK Göteborg blev svenska mästare. Feldt utsågs även till adjungerad ledamot av IFK Göteborgs styrelse. Feldt och IFK åkte ur allsvenskan 1970 och Feldt fortsatte spela med IFK Göteborg fram till 1974 i division 2. Han var den första att få utmärkelsen "Årets ärkeängel" av supportklubben Änglarna 1973. Han spelade ytterligare en säsong i division 2 med Trollhättans IF. Sina sista matcher gjorde han i Utsiktens BK samt i tidningen Arbetets korplag. 1979–1980 var han tränare för Utsikten.
Feldt arbetade som journalist på Arbetet Väst i Göteborg och en period chef och arbetsledare på sportredaktionen. Hans journalistkarriär började 1969 som krönikör i Arbetet under vinjetten "Inkast". Feldt var känd för sina tydliga åsikter och hade sympatier för APK. Han intresserade sig för idrottens förutsättningar och skrev tillsammans med Tommy Öberg en reportagebok om idrotten i DDR.